# Live in Central Park
Live in Central Park is een uitgave in een reeks livealbums van de Britse groep King Crimson.

## Geschiedenis en bezetting
Het concert in Central Park in New York is het laatste in een reeks concerten in de Verenigde Staten na het verschijnen van het album Red. De deelnemende musici:
- Robert Fripp- gitaar, mellotron en elektrische piano
- David Cross – viool, mellotron en elektrische piano
- John Wetton – basgitaar en zang
- Bill Bruford – drums, zang

Zo te horen is de cd samengesteld uit een bootleg; de geluidskwaliteit is matig, zelfs voor een opname uit 1974. Ten tijde van het concert was het onduidelijk of King Crimson zou voortbestaan en als dat het wel het geval was of dat ook in deze samenstelling zou zijn. Fripp besluit op 7/8 juli 1974 dat hij een sabbatical neemt voor minstens een jaar; dat zouden er uiteindelijk heel wat meer worden. Voor de overige leden maakte dat niet uit; zij vonden hun weg wel in de muziekindustrie. Bruford zou later in de volgende King Crimson weer van de partij zijn.

## Composities
1. Walk on ... No pussyfooting
2. 21st Century Schizoid Man
3. Lament
4. Exiles
5. Improv: Cerberus
6. Easy Money
7. Fracture
8. Starless
9. The Talking Drum
10. Larks’ Tongue in Aspic

## Trivia
- In de toelichting op de mogelijke voortzetting blijkt Robert Fripp gesproken te hebben met Jimi Hendrix-volgeling Robin Trower, ex-Procol Harum.
- De onderlinge spanningen liepen hoog op en Fripp spreekt van een instabiele situatie; tegelijkertijd geeft hij toe, dat de concertreeks een van de beste was; het bijbehorende studioalbum Red zorgde er mede voor dat hij stopte met King Crimson, maar ook dat hij zeven jaar later er weer mee begon.

Jaren 60: mei, juni 1969; Marquee Londen · 5 juli 1969; Hyde Park Londen · 21/22 november 1969; San Francisco
Jaren 70: 11 mei 1971; Plymouth · 10 augustus 1971; Marquee Londen · 16 oktober 1971; Brighton · 13 december 1971; Detroit · 26 februari 1972: Jacksonville · 27 februari 1972;Orlando · 12 maart 1972; Denver radio · 13 maart 1972; Denver live · 27 maart 1972; Boston · 13 oktober 1972; Frankfurt am Main · 17 oktober 1972; Bremen · 13 november 1972; Guildford · 15 november 1973; Zürich · 29 maart 1974; Heidelberg · 30 maart 1974; Mainz · 1 april 1974: Kassel · 24 juni 1974, Toronto· 1 juli 1974, New York
Jaren 80: 30 april 1981; Bath · 30 juli 1982; Philadelphia · 2 augustus 1982; New York · 13 augustus 1982; Berkeley · 25 augustus 1982; Cap D’Agde · 29 september 1982; München · 17-30 januari 1983; studiowerk · mei-november 1983
Jaren 90: VROOOM sessies;april/mei 1994; studio · 1 juli 1995; Wiltern · 20-25 november 1995; Broadway · 29 november 1995; Chicago · 26 augustus 1996; 2e maal Philadelphia · mei 1997; Nashville studio · 1-4 december 1997 (P1) · 4 juni 1998; Chicago (P2) · 1 juli 1998; Northampton (P2) · 1 november 1998; San Francisco (P4) · 25 maart 1999; Austin (P3)
Jaren vanaf 2000: 11 juni 2000; Warschau · 9/10 november 2001; Nashville live · 3 maart 2003: Alexandria (P3) · april 2003 · najaar 2003; Japan · 20 juni 2003; Milaan · 16 november 2003; New Haven ·  28 juni 2017; Chicago